# Casa de Morton F. Plant
La Casa de Morton F. Plant es un edificio comercial en la Quinta Avenida en Manhattan, Nueva York, construido originalmente para Morton F. Plant. Ubicado en la esquina de la calle 52, se completó en 1905 y también se conoce como el Cartier Building. El edificio fue designado Monumento Histórico de la Ciudad de Nueva York 1970 de julio de 14.

## Historia

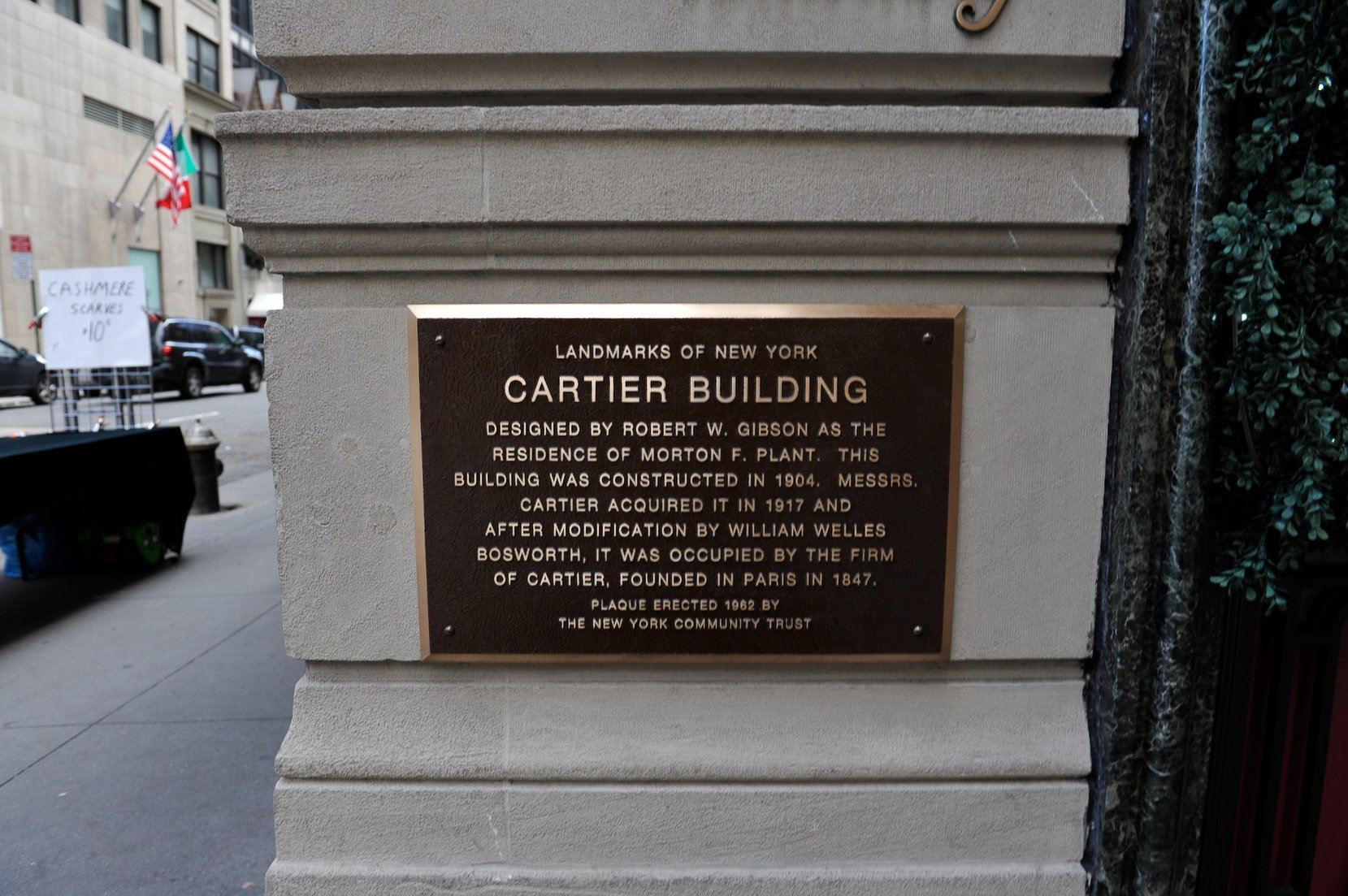
Placa de Hito de Nueva York

La mansión neorrenacentista de 1905 de Morton Freeman Plant (hijo del magnate ferroviario Henry B. Plant ) fue diseñada por el arquitecto Robert W. Gibson. En 1916, Plant sintió que el área se estaba volviendo demasiado comercial y decidió mudarse más al norte de la ciudad. Cartier SA adquirió la mansión de Plant en 1917, a cambio de 100 dólares en efectivo y un collar Cartier de doble cadena de 128 perlas naturales perfectamente combinadas valoradas en ese momento en 1 millón de dólares   (equivalente a $ 19,955,800 en 2021). Poco después, las perlas cultivadas de Kokichi Mikimoto salieron al mercado, aumentando la disponibilidad y reduciendo así el valor de las perlas a 150 000 dólares (1 410 600 dólares de la actualidad) después de que la Sra. Plant murió en 1956 (ella era la Sra. John Edward Rovensky en ese momento).
El edificio fue renovado durante una renovación de dos años y medio, completada en 2016 por Beyer Blinder Belle  y el arquitecto francés Thierry W. Despont, también arquitecto de la sinagoga Edmond J. Safra en el Upper East Side de Nueva York. Durante la renovación, la tienda Cartier se ubicó temporalmente en el edificio General Motors, que también albergaba a FAO Schwarz y Apple.

## Segunda mansión
Una segunda mansión, ahora demolida, fue construida para Plant en la calle 86 en 1916. La segunda mansión Plant fue diseñada por Guy Lowell como una interpretación de un palacio renacentista italiano. Plant murió de neumonía en 1918 y su viuda Mae se casó con el Col. William Hayward. Murió en 1956 y la casa fue derribada poco después. 